# Epilecta albidata
Epilecta albidata là một loài bướm đêm trong họ Noctuidae.